# Chris Sharma
Chris Sharma (Santa Cruz, 23 aprile 1981) è un arrampicatore statunitense.
Pratica l'arrampicata in falesia e il bouldering.

## Biografia
Ha cominciato ad arrampicare a dodici anni. Nel 1995 a quattordici anni ha vinto le prime competizioni nazionali. L'anno successivo ha effettuato la prima salita di Necessary Evil 5.14c/8c+ all'epoca la via più difficile degli Stati Uniti. Terminate le scuole superiori si è dedicato a tempo pieno all'arrampicata viaggiando spesso in Europa.
Nel 2001, dopo molti tentativi distribuiti in tre anni, ha effettuato la prima salita di
Realization, il secondo 9a+ della storia nonché uno dei tiri più difficili di Céüse.
Dal 2008 ha raggiunto forse i suoi massimi livelli di forma in falesia salendo un gran numero di vie tra il 9a e il 9b nelle falesie catalane di Margalef, Santa Linya, Siurana e Oliana, quasi tutte prime salite:
- nel 2008 ha salito quattro 9a, due 9a+ e due 9b. Ha iniziato ad aprile a Margalef con i due nuovi 9a di Gancho perfecto e Victima perfecta. A maggio ha salito il nuovo 9a+ Papichulo a Oliana. A settembre negli Stati Uniti ha ripetuto il 9a Golden Direct a Cathedral ed ha effettuato la prima salita del 9b Jumbo Love a Clark Mountain. A dicembre è di nuovo in Spagna con due prime salite: il 9a Selecció Natural extensión a Santa Linya e il 9b Golpe De Estado a Siurana. A Santa Linya ha inoltre ripetuto il 9a+ Open your mind directa.
- nel 2009 ha salito un 9a, due 9a+ e un 9b, tutti in Spagna. A maggio ha effettuato la prima salita di due 9a+: Pachamama a Oliana e Demencia Senil a Margalef. A novembre ha liberato il 9a Analogica a Santa Linya. A dicembre sempre a Santa Linya ha effettuato la prima salita del 9b Neanderthal.
- nel 2010 ha salito due nuovi 9a e due 9a+: a Margalef First ley a febbraio, Era Vella a maggio e Samfaina a luglio, a Oliana ha salito il 9a+ Power Inverter a dicembre.
- nel 2011 ha salito due 9a+ e due nuovi 9b: Fight or flight ad Oliana ad aprile e First Round First Minute a Margalef a maggio.
- nel 2013 ha salito un 9b e un 9b+: a febbraio a Santa Linya compie la prima salita del 9b Stoking the Fire e a marzo riesce nella seconda salita del 9b+ La Dura Dura, via da lui chiodata nel 2010 e liberata da Adam Ondra nel febbraio 2013.[1]

Questo impegno gli è valso nel 2009 il Salewa Rock Award.
È sposato con la modella venezuelana Jimena Alarcon e nel 2009 ha comprato casa a nord di Lleida, in Catalogna.

## Carriera sportiva
Chris Sharma si dedica principalmente alle vie lavorate per innalzare i limiti di difficoltà e ha preso parte sporadicamente alle gare di Coppa del mondo di arrampicata:
- ha partecipato alla Coppa del mondo lead di arrampicata nel 1997 e nel 2002. Nel 1997 ha gareggiato in tre gare su cinque, vincendo la prova di Kranj il 9 novembre e concludendo la Coppa al quinto posto. Nel 2002 ha disputato solo la tappa di Aprica (dodicesimo).
- ha partecipato alla Coppa del mondo boulder di arrampicata dal 2000 al 2003 e nel 2008 ma prendendo parte solo a una tappa ogni volta, piazzandosi in quella singola gara due volte terzo, due secondo e una ottavo.

## Palmarès

### Coppa del mondo
|         | 1997 | 1998 | 1999 | 2000 | 2001 | 2002 | 2003 | 2004 | 2005 | 2006 | 2007 | 2008 |
| ------- | ---- | ---- | ---- | ---- | ---- | ---- | ---- | ---- | ---- | ---- | ---- | ---- |
| Lead    | 5    |      |      |      |      | 34   |      |      |      |      |      |      |
| Boulder |      |      |      | 22   | 17   | 13   | 17   |      |      |      |      | 37   |

### Campionato del mondo
|      | 1997 |
| ---- | ---- |
| Lead | 2    |

## Falesia
- 3 vie di 9b+
- 6 vie di 9b
- 12 vie di 9a+
- 10 vie di 9a
- 4 vie di 8c a vista

### Lavorato
- 9b+/5.15c:
  - El bon combat - Cova de Ocell (ESP) - 7 marzo 2015 - Prima salita[3]
  - La Dura Dura - Oliana (ESP) - 23 marzo 2013 - Seconda salita della via da lui chiodata nel 2010 e liberata da Adam Ondra nel febbraio 2013[1]
- 9b/5.15b:
  - Stoking the Fire - Santa Linya (ESP) - 6 febbraio 2013 - Prima salita[4]
  - Fight or flight - Oliana (ESP) - 5 maggio 2011 - Prima salita[5]
  - First Round First Minute - Margalef (ESP) - 19 aprile 2011 - Prima salita[6]
  - Neanderthal - Santa Linya (ESP) - 18 dicembre 2009 - Prima salita[7]
  - Golpe De Estado - Siurana - 17 dicembre 2008 - Prima salita[8]
  - Jumbo Love - Clark Mountain (USA) - 11 settembre 2008 - Prima salita[9]
  - Sleeping Lion - Siurana (ESP) - 28 marzo 2023 - Prima salita
- 9a+/5.15a:
  - Chaxi - Oliana (ESP) - 5 maggio 2011 - Seconda salita del suo progetto salito per primo da Adam Ondra[10]
  - Catxasa - Santa Linya (ESP) - gennaio 2011 - Prima salita[11]
  - Power Inverter - Oliana (ESP) - dicembre 2010 - Prima salita[12]
  - First ley - Margalef (ESP) - febbraio 2010 - Prima salita[13]
  - Pachamama - Oliana (ESP) - 29 maggio 2009 - Prima salita[14]
  - Demencia Senil - Margalef (ESP) - 20 febbraio 09 - Prima salita[15]
  - Open your mind directa - Santa Linya - dicembre 2008 - Seconda salita della via di Ramón Julián Puigblanque[16]
  - Papichulo - Oliana (ESP) - 31 maggio 2008 - Prima salita[17]
  - La novena enmienda - Santa Linya (ESP) - dicembre 2007 - Seconda salita della via di Daniel Andrada del 2005[18]
  - La Rambla - Siurana (ESP) - 1º dicembre 2006 - Terza salita[19]
  - Dreamcatcher - Squamish (CAN) - 23 settembre 2005 - Prima salita[20]
  - Realization - Céüse (FRA) - 18 luglio 2002 - Prima salita[21]
- 9a/5.14d:
  - La tierra negra - Margalef (ESP) - 14 ottobre 2012 - Prima salita[22]
  - Duele la realidad - Oliana (ESP) - agosto 2011 - Via di Ramón Julian Puigblanque del 2010[23]
  - Samfaina - Margalef (ESP) - luglio 2010 - Prima salita[24]
  - Era Vella - Margalef (ESP) - maggio 2010 - Prima salita[25]
  - Analogica - Santa Linya (ESP) - 1º novembre 2009 - Prima salita[26]
  - Selecció Natural extensión - Santa Linya (ESP) - dicembre 2008 - Prima salita[27]
  - Golden Direct - Cathedral (USA) - settembre 2008 - Seconda salita della via di Joey Kinder[28]
  - Victima perfecta - Margalef (ESP) - aprile 2008 - Prima salita[29]
  - Gancho perfecto - Margalef (ESP) - aprile 2008 - Prima salita[30]
  - Three Degress of Separation - Céüse (FRA) - 15 luglio 2007 Prima salita[31]

### A vista
- 8c/5.14b:
  - French Gangster - Yangshuo (CHN) - aprile 2009[32]
  - Humildes Pa' Casa - Oliana (ESP) - dicembre 2008[33]
  - Divine Fury - Maple Canyon (USA) - settembre 2008[34]
  - T-Rex - Maple Canyon (USA) - settembre 2008

## Boulder
- 8C/V15:

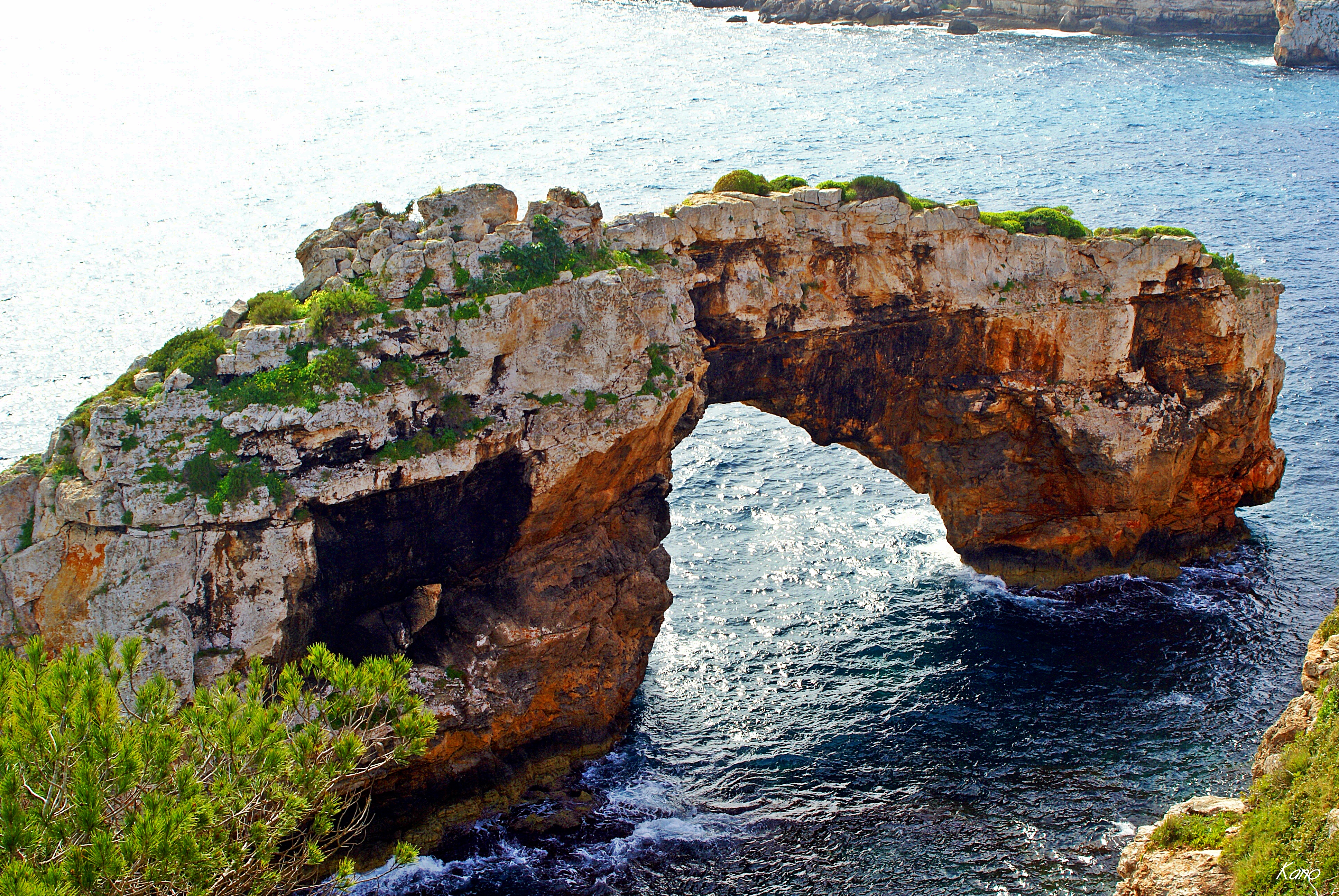
L'arco naturale di Es Pontas vicino a Maiorca salito da Chirs Sharma nel 2006.

  - Witness The Fitness - Ozark Mountains (USA) - 13 marzo 2005 - Prima salita[35]
  - Practice of the Wild - Magic Wood (SUI) - 2004 - Prima salita
- 8B+/V14:
  - Unendliche Geschichte - Magic Wood (SUI) - 1º agosto 2003 - Prima salita
  - Dreamtime - Cresciano (SUI) - 2002 - Quarta salita[36]

Ha vinto la prima edizione del Melloblocco, nel 2004.

## Deep water soloing
Il 28 settembre 2006 ha effettuato a Maiorca la prima salita di Es Pontas una via scalata in Deep water soloing ossia slegato sul mare, senza altra sicurezza che l'acqua sottostante. La via ha un lancio di 2 metri e Sharma ha impiegato un centinaio di tentativi. Ha proposto il grado di 9b.

## Riconoscimenti
- Salewa Rock Award nel 2009